# Is-slottet
Is-slottet er en roman fra 1963 af Tarjei Vesaas. Romanen handler om et venskab mellem to 11-årige piger, Unn og Siss. Unn flytter til bygden efter sin mors død og inviterer Siss hjem til sig – tilsyneladende for at fortælle en hemmelighed, som hun aldrig får fortalt. Siss afgiver et løfte til Unn, og det løfte bliver skæbnesvangert.
| Bog | Spire Denne artikel om bøger og tidsskrifter er en spire som bør udbygges. Du er velkommen til at hjælpe Wikipedia ved at udvide den. |